# Roue de cendres
Pour plus de détails, voir Fiche technique et Distribution.
Roue de cendres (Wheel of Ashes) est un film français réalisé par Peter Emanuel Goldman, sorti en 1968.

## Synopsis
Le jeune Pierre décide de délaisser sa vie chaotique pour se tourner vers la spiritualité. Il suit une jeune Danoise et commence à être tourmenté par des visions.

## Fiche technique
- Titre : Roue de cendres
- Titre original : Wheel of Ashes
- Réalisation : Peter Emanuel Goldman
- Scénario : Peter Emanuel Goldman
- Musique : Hugh Robertson
- Photographie : Pierre-William Glenn, Peter Emanuel Goldman
- Montage : Joële van Effenterre
- Production : Stephen Ujlaki (coproducteur)
- Société de production : PBN Productions
- Pays :  France et  États-Unis
- Genre : Drame
- Durée : 110 minutes
- Dates de sortie : 
  -  Italie : août 1968 (Mostra de Venise)

## Distribution
- Pierre Clémenti : Pierre
- Katinka Bo : Anka
- Pierre Besançon : David
- Richard Leblanc : la voix de l'esprit de Pierre
- Juliet Berto : la fille jouant au flipper 1
- Ted Joans : le poète jazzman
- Judith Malina : la prédicatrice folle
- David Cortez Medalla : le sculpteur
- Stasia Gelber : la fille jouant au flipper 2
- Sean Flynn : l'homme debout dans un coin de la pièce

## Distinctions
Le film a été présenté en sélection officielle en compétition lors de la Mostra de Venise 1968. Il a été également présenté lors de la première Quinzaine des réalisateurs lors du Festival de Cannes 1969. 